# ベルジウム・トゥアタガロア
ベルジウム・トゥアタガロア(Belgium Tuatagaloa、1989年9月19日 - ）は、プロD2、ルーアン・ノルマンディー・ラグビーに所属するラグビーユニオン選手。

## プロフィール
- ニュージーランド・オークランド出身[1]。
- ポジションはプロップ(PR)。
- 身長 181cm、体重 115kg
- サモア代表キャップは4(2021年9月現在）でワールドカップ2019のサモア代表に選ばれた[2]。
- 7人制のニュージーランド代表・サモア代表にそれぞれ選ばれたことがある。

## 略歴
カンタベリー、ウェリントン、ヴェランス・ロマンス、ロンドン・アイリッシュを経て、2020年、ルーアンに加入。